# 黏质沙雷菌
黏质沙雷菌（学名：Serratia marcescens）又称灵杆菌，属于耶尔森菌科沙雷菌属，是一种革兰氏阴性、兼性厌氧性杆菌，亦是一种条件致病菌，于1819年在意大利帕拉瓦首次被发现。
黏质沙雷菌是常见的医院获得性感染病原体，可引起肺部感染、泌尿道感染及敗血症。在美国，黏质沙雷菌感染占医院获得性感染病例的1.4％。黏质沙雷菌通常可在住院病人的呼吸道和泌尿道以及儿童的消化道中发现。由于其广泛分布于自然界及其偏爱潮湿环境，因而浴室环境中通常会滋生黏质沙雷菌，以含磷物质或肥皂残渣等脂肪物质为食。

## 生化鉴定

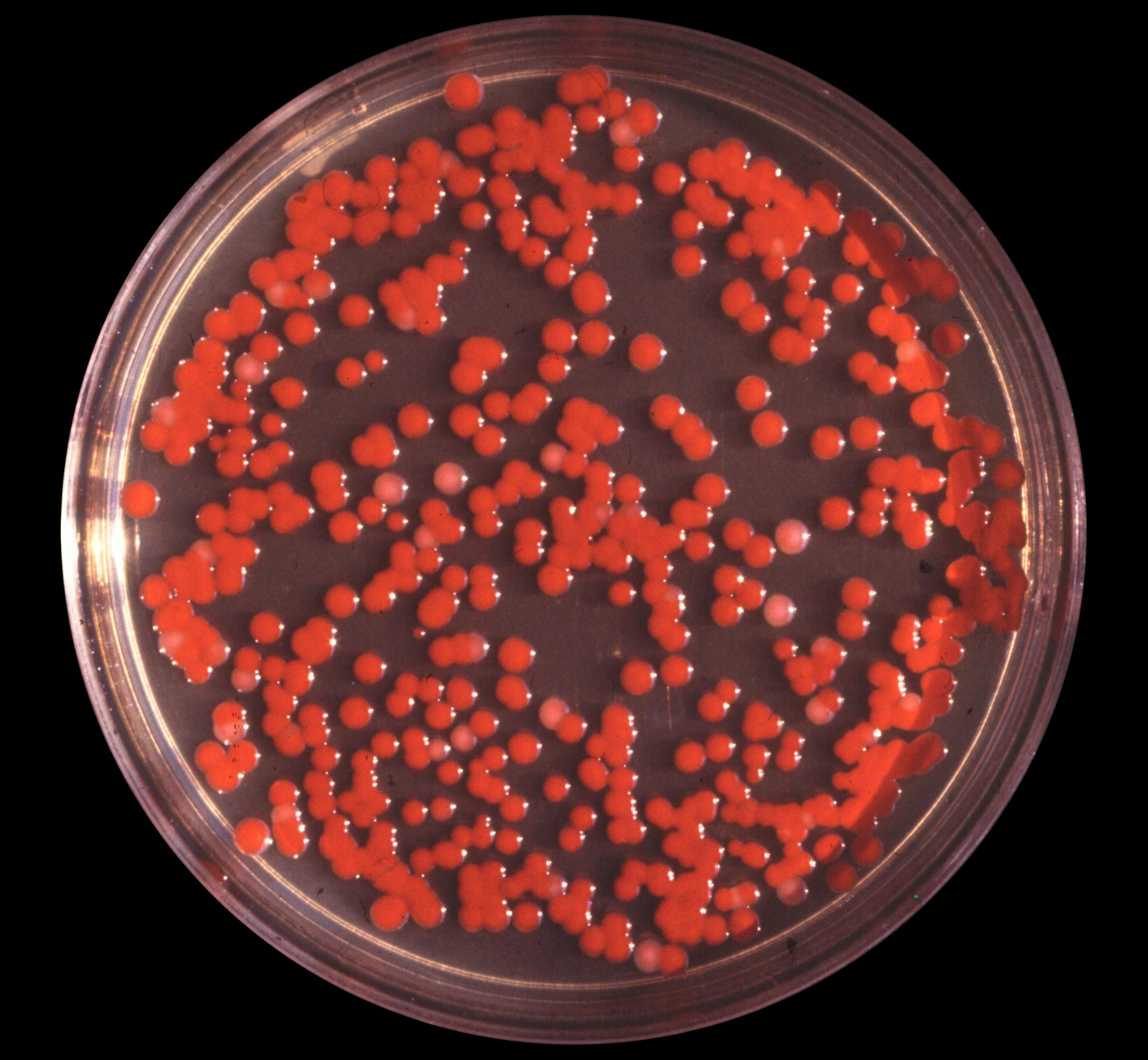
培养皿中的黏质沙雷菌菌落

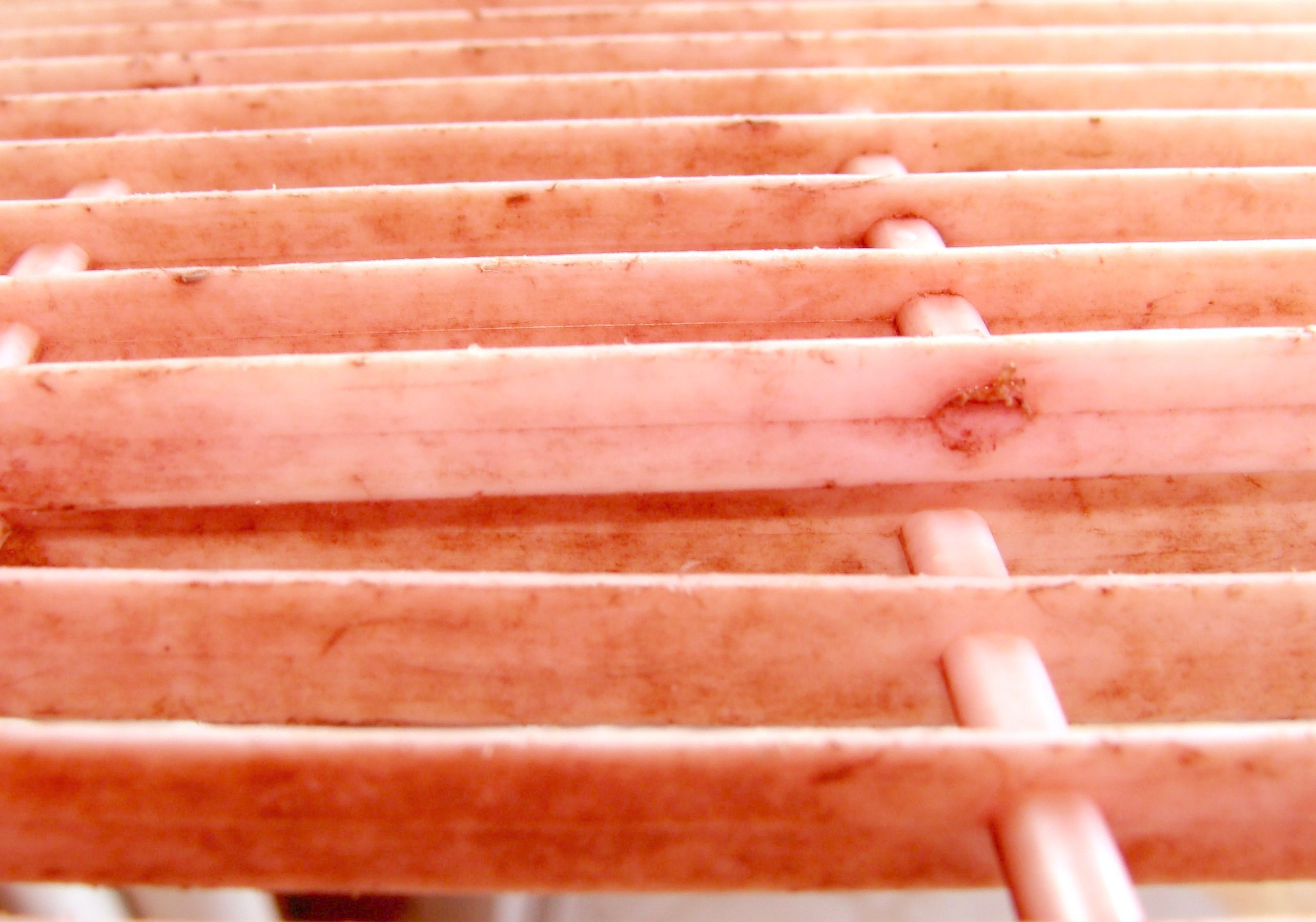
黏质沙雷菌在面包架表面滋生

黏质沙雷菌具有化学趋向性，可在5—40 °C（41—104 °F）和pH值5～9的条件下生长繁殖。黏质沙雷菌具有水解酪蛋白的能力，这一点可以将其与其他革兰氏阴性菌区分开来。由于黏质沙雷菌是兼性厌氧菌，可在有氧或无氧条件下繁殖，且能够在无氧条件下还原硝酸盐进行无氧呼吸，而硝酸根离子比氧气更常用作呼吸作用的电子受体，故硝酸盐还原试验结果为阳性。黏质沙雷菌的甲基红试验结果为阴性。
| 试验                         | 结果                       |
| ---------------------------- | -------------------------- |
| 革兰氏染色                   | 阴性                       |
| 氧化酶试验                   | 阴性                       |
| 吲哚试验                     | 阴性                       |
| 甲基红试验                   | > 70% 阴性                 |
| VP试验                       | 阳性                       |
| 柠檬酸盐试验                 | 阳性                       |
| 硫化氢试验                   | 阴性                       |
| 尿素酶试验                   | > 70% 阴性                 |
| 苯丙氨酸脱羧酶试验           | 阴性                       |
| 赖氨酸脱羧酶试验             | 阳性                       |
| 趋化性试验                   | 阳性                       |
| 明胶液化试验，22 °C（72 °F） | 阳性                       |
| 乳糖发酵试验                 | 阴性                       |
| 葡萄糖发酵试验               | 阳性                       |
| 麦芽糖发酵试验               | 阳性                       |
| 甘露醇发酵试验               | 阳性                       |
| 蔗糖发酵试验                 | 阳性                       |
| 硝酸盐还原试验               | 阳性（生成亚硝酸盐）       |
| DNA酶试验，25 °C（77 °F）    | 阳性                       |
| 脂酶试验                     | 阳性                       |
| 色素检验                     | 一些菌株产生红色的灵菌红素 |
| 触酶试验（24h）              | 阳性                       |

## 致病性

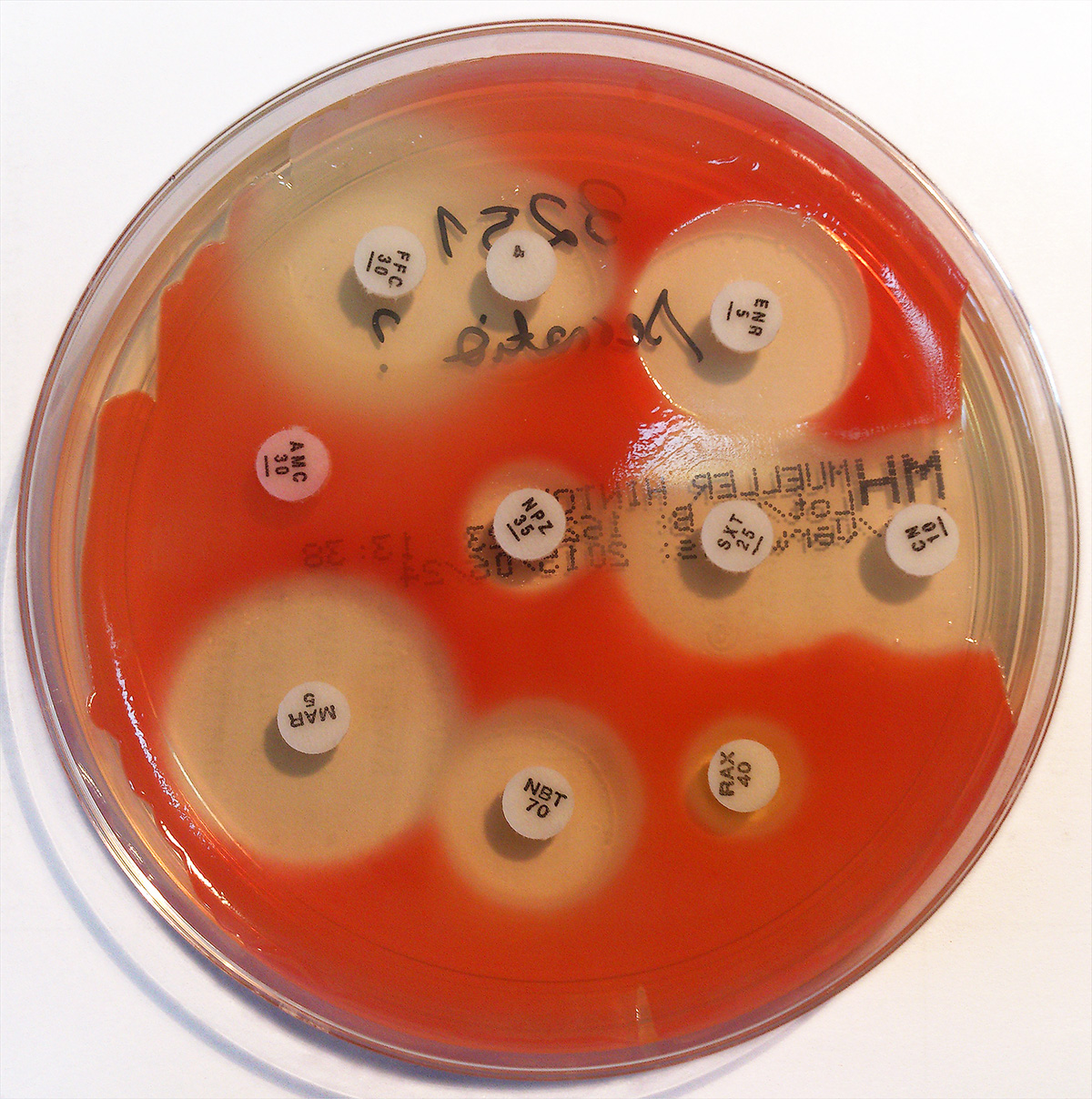
不同抗生素对黏质沙雷菌的作用

对于人类，黏质沙雷菌可以在泌尿道、呼吸道和傷口等多个部位引起机会性感染，有时也会感染眼睛，这将可能导致结膜炎、角膜炎、细菌性眼内炎和泪管感染。黏质沙雷菌也是心内膜炎、骨髓炎、肺炎和脑膜炎的罕见病因。由于携带R因子（含有一种或多种抗性基因的质粒），多数黏质沙雷菌菌株对包括红霉素、四环素、环丙沙星、哌拉西林和头孢氨苄在内的数种抗生素具有耐药性。
对于麋角珊瑚，黏质沙雷菌是白痘病的病原体。对于蚕，感染黏质沙雷菌可能致命。
在以果蝇为实验动物的实验室中，果蝇受到黏质沙雷菌感染是十分普遍的情况，表现为幼虫（或蛹）体表的粉红色斑块。
黏质沙雷菌感染是胃肠炎的一种罕见病因，发于新生儿。患儿的红色尿液可能被误认为是血尿。
黏质沙雷菌还引起葫芦黄藤病，有时导致瓜田遭受严重损失。

## 不当利用

### 生物战实验
直到20世纪50年代前，人们一直错误地认为黏质沙雷菌是一种非致病性的腐生菌。冷战期间，黏质沙雷菌被美军用于生物战实验，在野外实验中对其进行研究，以替代当时被武器化的土伦法兰西斯杆菌。
1950年9月26日至27日，美国海军秘密进行了一项名为“海洋飞沫行动”的实验。该实验释放了装满黏质沙雷菌的气球，气球在旧金山湾区市区上空爆炸。尽管后来美国海军声称这种细菌是无害的，但从9月29日开始，当地医院中有11名患者出现了非常罕见的严重尿路感染，其中1名患者死亡。黏质沙雷菌被释放后，旧金山的肺炎病例也随之增加了。

### 注射剂污染
2008年初，美国食品药品监督管理局（FDA）在全国范围内召回了一批肝素注射剂。这批肝素注射剂被黏质沙雷菌污染，导致患者感染。美国疾病控制与预防中心（CDC）确认了该批产品中的一些未打开的注射剂中有黏质沙雷菌生长。

## 拓展阅读
- Hernandez Marchant R; Oyarce Rojas P; Arcaya O. . Rev Chil Pediatr. 1960, 31 (4): 335–9. PMID 13713665. doi:10.4067/s0370-41061960000400001 （西班牙语）.